# 乌杜马莱佩泰
乌杜马莱佩泰（Udumalaipettai），是印度泰米尔纳德邦Coimbatore县的一个城镇。总人口58893（2001年）。

## 人口
该地2001年总人口58893人，其中男性28993人，女性29900人；0—6岁人口4951人，其中男2515人，女2436人；识字率81.18%，其中男性为85.10%，女性为77.37%。